# Pornografia infantil
La pornografia infantil és aquell tipus de pornografia realitzada amb nens o menors d'edat. A la majoria de països, el fet de produir, distribuir o posseir pornografia infantil és il·legal i està perseguit i penat durament per la llei.
L'article 34 de la Convenció de les Nacions Unides sobre els Drets del Xiquet, ratificada per la majoria dels estats, qualifica la pornografía infantil com una violació dels drets del menor i "exigeix als estats que hi participen de la convenció internacional i que adopten mesures per a previndre l'explotació infantil en materials de tipus pornogràfic".

## Història general
Les Tecnologies de la Informació, concretament Internet, i el vídeo casolà, ambdós mitjans tecnològics barats, han transformat la producció i difusió de la pornografía infantil en general. Internet incideix especialment pel seu caràcter transnacional i anònim, dificultant la lluita contra aquest fenomen. Així la lluita es reinventa amb l'actuació internacional. La lluita internacional es fonamenta legalment sobre:
- Convenció de l'ONU sobre els Drets del Xiquet del 1989). Art. 34
- Tractat de Nova York contra l'explotació sexual del xiquet de 25 de maig de 2000. Art. 3
- Conveni del Consell d'Europa sobre ciberdelinqüència (Budapest, 23 de novembre de 2001). Art. 9.1 i 9.2
- Conveni del Consell d'Europa celebrat a Lanzarote el 25 d'octubre de 2007 sobre la protección dels menors contra els abusos sexuals i a l'explotació sexual. Art. 20

En els cas de la Unió Europea:
- Decisió marco 2004/68/JAI del Consell, de 22 de desembre de 2003 relativa a la lluita contra l'explotació sexual dels xiquets i la pornografía infantil. Arts. 1 i 3
- Directiva 2011/92/UE del Parlament europeu i del Consell, de 13 de desembre de 2011, relativa a la lluita contra els abusos sexuals i l'explotació sexual dels menores i la pornografía infantil. Arts 2 i 5 (substitueix l'anterior)

El 1990, el Tribunal Suprem dels Estats Units va declarar delicte la possessió de pornografia infantil, mesura que seria imitada més tard per altres països (Estat francès, 2002; Estat espanyol, 2004).
A la dècada del 2000 existien uns 100.000 llocs web que contenien aquest tipus de pornografia.

## Pornografia infantil a l'Estat Espanyol
El 2015 Consell Audiovisual de Catalunya denuncià a la Fiscalia 12 llocs webs acusant-los que contenen pornografia infantil.
S'ha afirmat que Espanya que és un lloc on la lluita contra la pornografia infantil es porta de manera bastant adequada: l'any 2014 el director general de la Policia, Ignacio Cosidó, afirmà que és referència mundial en lluita contra aquest tipus de pornografia i l'any 2015 la Interpol afirmà que Espanya és el cinquè estat en lluitar contra la pornografia infantil.

## Pornografia infantil al Japó
A la dècada del 2000 el 80% de la pornografia infantil comercial provenia del Japó.
El 2013 eixí una notícia on s'explicava que una empresa japonesa manufacturava ninots en forma de xiquets i s'insinuava que tenien característiques que permetien usos sexuals.
El 2014 entrà en vigor una llei que penalitzava la prostitució i pornografia infantil i donava un any de moratòria que suposà que a partir de juliol del 2015 estaria prohibida la tinença de material pornogràfic infantil.

## Pornografia infantil de ficció
La pornografia infantil que no mostra nens reals, sinó representacions fictícies, és objecte de polèmica a l'hora de legislar si prohibir-la junt a l'altre tipus de pornografia infantil.
Els arguments a favor de la despenalització són: Mio Bryce (expert en manga i anime de la Universitat de Sydney) considera que en el cas japonès del manga i anime la cultura del kawaii generen una ambigüitat en l'edat dels personatges representats mentre que un representant de la indústria del còmic considera que la prohibició total podria generar por als creadors. Altre argument és basa en el fet que com els personatges representats no són reals, no hi ha cap dany del qual respondre.
Els arguments a favor de la penalització consideren que és massa pertorbador per a entrar dins de la llibertat d'expressió. Shihoko Fujiwara, una persona que defèn activament el benestar dels xiquets amb una organització sense ànim de lucrament, afirma que poden ser utilitzats com a material educador per a finalitats perverses, basant-se en un cas d'un pedòfil que "utilitzà uns dibuixos animats per a convèncer a una menor que l'abús sexual era una cosa normal".